# Bej
Bej (även stavat bey, beg och beigh) var en furstetitel av turkiskt ursprung med ursprunglig betydelse ”hövding”.

## Historia
De första tre regenterna av Osmanska riket titulerades bej innan Murad I gavs titeln sultan av kalifen i Kairo. Senare kom titeln att användas i Osmanska riket för att beteckna ståthållarna i de större provinserna men användes även om lägre stående tjänstemän. En paschas söner erhöll också rätten att tituleras bej.
Vasallfurstarna av Moldau och Valakiet titulerades på turkiska bej medan de högsta ståthållarna i Rumelien, Anatolien och Syrien fick titeln bejlerbej motsvarande deras högre värdighet. Bejen av Tunis behöll sin titel ända till Muhammad VIII al-Amin, på franska känd som Lamine Bey, utropade sig till kung av Tunisien vid landets självständighet år 1956.
Sedan 1800-talet har ordet i allt större utsträckning mest använts som hederstitel och motsvarar idag på turkiska engelskans sir och mister.